# Sigfrido I di Anhalt-Zerbst
Sigfrido I di Anhalt-Zerbst (1230 circa – Köthen, 25 marzo 1298) sposò Katharina Birgersdotter di Svezia, figlia di Birger Jarl.

## Biografia
Sigfrido I discendeva dalla famiglia degli Ascanidi ed era il figlio terzogenito del Principe Enrico I di Anhalt e di Ermengarda di Turingia. Egli resse il trono paterno dal 1252 al 1298. Con la morte di Enrico I, i suoi territori vennero divisi sotto i propri figli Enrico II di Anhalt, Bernardo I di Anhalt-Bernburg e Sigfrido I di Anhalt-Zerbst. Alla morte dell'ultimo Langravio di Turingia Enrico Raspe, Sigfrido occupò l'area della Turingia nel tentativo di impossessarsene, avanzando delle pretese per via della parentela di sua madre Ermengarda. Successivamente i Wettin ricevettero queste terre.
Alla morte di Sigfrido, gli succedette sul trono di Anhalt-Zerbst il figlio Alberto I.